# Balmy Life
「Balmy Life」（バルミーライフ）は、日本のミクスチャーバンド・Kroiの楽曲。2021年6月2日にIRORI Recordsより、各種音楽配信サービスにてリリースされた。同年6月23日発売の1枚目のアルバム『LENS』に収録された。

## 概要
- 5月31日、先行配信を発表[4]。
  - 同日、MVのティーザー映像が公開された。
- 6月2日、先行配信開始[4]。
- 6月23日、当楽曲を収録したメジャーデビューアルバム「LENS」が発売。
  - 同日公開（集計期間：2021年6月14日～6月20日）の“JAPAN Heatseekers Songs”にて、首位を獲得[5]。
- 6月24日、レコーディング時に撮影されたドキュメンタリー映像が公開された[6][7]。
- 6月30日、ライブ映像を公開[8]。本映像は、メジャー1stアルバムのリリースを記念して6月27日に開催された無料のオンラインライブ「Kroi Streaming Live『FOCUS』」の模様を切り取ったものである。
  - 同日公開（集計期間：2021年6月21日～6月27日）の“JAPAN Heatseekers Songs”にて、2度目の首位を獲得[9]。

## チャート成績
| チャート（2020年）                | 最高順位 | 備考    | 出典   |
| --------------------------------- | -------- | ------- | ------ |
| Billboard Japan Heatseekers Songs | 1位      | 2週連続 | [ 9 ]  |
| 全国ラジオエアモニチャート        | 1位      |         | [ 10 ] |
| USEN J-POP HITチャート            | 2位      |         | [ 10 ] |

### その他
- SAISON CARD TOKIO HOT 100 - 7位

### ラジオ
- 6月1日、全国AM・FM35局以上でパワープレイ及びヘビーローテーションに決定した[11]。
- 6月28日、全国45局以上のラジオ局でパワープレイを獲得。内田は「この前、友だちと一緒にいるときに流れて、全然話が入ってこなくて（笑）」と語った[12]。
- 6月30日、ラジオ・オンエアチャートで1位を獲得[13]。全国計47局のラジオ・テレビ局でパワープレイに選出された[14]。

### パワープレイ・ヘビーローテーション
2021年6月1日時点。
| 都道府県   | 都道府県  | 局名               | タイトル                  |
| ---------- | --------- | ------------------ | ------------------------- |
| 北海道     | 北海道    | AIR-G’             | 「6月度パワープレイ」     |
| 東北       | 青森県    | FM青森             | 「Monthly On Air」        |
| 東北       | 岩手県    | FM岩手パワープレイ | FM岩手パワープレイ        |
| 東北       | 秋田県    | FM秋田             | 「MONTHLY SELECTION」     |
| 東北       | 山形県    | FM山形             | 「Power Push!」           |
| 東北       | 福島県    | ふくしまFM         | 「Prime Music★」          |
| 関東甲信越 | 東京都    | J-WAVE             | 「SONAR TRAX」            |
| 関東甲信越 | 東京都    | 文化放送           | 「プラスチューン」        |
| 関東甲信越 | 東京都    | ニッポン放送       | 「ANNプッシュ曲」         |
| 関東甲信越 | 栃木県    | FM栃木             | 「B-HOT! ルーキーズ」     |
| 関東甲信越 | 長野県    | FM長野             | 「パワープレイ」          |
| 関東甲信越 | 群馬県    | FM GUNMA           | 「パワープレイ」          |
| 東海・北陸 | 富山県    | エフエムとやま     | 「MUSIC POWER PLAY」      |
| 東海・北陸 | 岐阜県    | FM岐阜             | 「Gパワープレイ」         |
| 関西       |           | FM802              | 「6月度HEAVY ROTATION」   |
| 関西       | 大阪府    | FM大阪             | 「6月度E∞Tracks」         |
| 関西       | 兵庫県    | Kiss FM KOBE       | 「6月度Kiss HOTRAXX」     |
| 関西       | 京都府    | α-STATION          | 「6月度SMASH BREAK」      |
| 関西       | 滋賀県    | FM滋賀             | 「6月度HOTSTUFF」         |
| 関西       | 関西AM5局 | 関西AM5局          | 「6月度A-Music」          |
| 中国・四国 | 岡山県    | FM岡山             | 「SLAP SHOT」             |
| 中国・四国 | 広島県    | 広島FM             | 「HFM POWER PLAY」        |
| 中国・四国 | 香川県    | FM香川             | 「6月度プライムチューン」 |
| 中国・四国 | 高知県    | FM高知             | 「ENDING Power Play」     |
| 九州       | 福岡県    | FM福岡             | 「POWER PLAY」            |
| 九州       | 福岡県    | LOVE FM            | 「COOL CUTS」             |
| 九州       | 佐賀県    | FM佐賀             | 「Monthly Loop」          |
| 九州       | 長崎県    | FM長崎             | 「SMILE CUTS」            |
| 九州       | 熊本県    | FM熊本             | 「POWER WAVE」            |
| 九州       | 大分県    | FM大分             | 「POWER PLAY」            |
| 九州       | 宮崎県    | FM宮崎             | 「POWER PLAY」            |

## プレイリスト選出
- LINE MUSIC
  - 深夜のドライブソング
  - オシャレでサイケな邦ロック🦚
- Apple Music
  - Tokyo Highway